# Antiochos III.

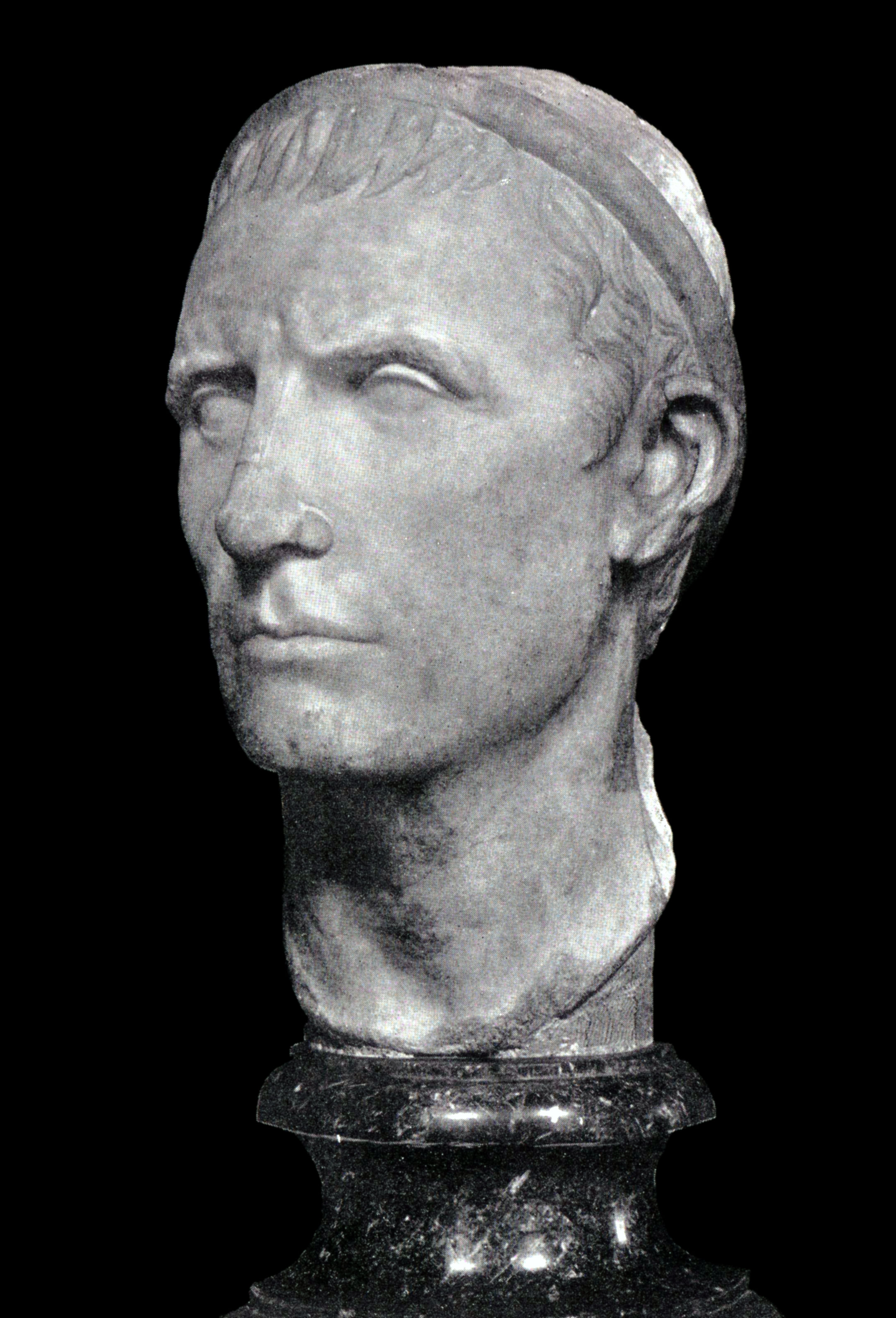
Büste im Louvre, die häufig, aber wohl fälschlicherweise als Porträt des Antiochos III. bezeichnet wird

Antiochos III. (altgriechisch Ἀντίοχος Antíochos; * 242 v. Chr.; † Juni/Juli 187 v. Chr. bei Susa), bekannt als Antiochos der Große, war von 223 bis 187 v. Chr. König des Seleukidenreiches und einer der bedeutendsten hellenistischen Herrscher. Er war ein Sohn von Seleukos II. und jüngerer Bruder von Seleukos III., dessen Nachfolge er antrat. Antiochos’ Beiname „der Große“ wurde dem König nach seiner Rückkehr von der Anabasis in Anerkennung für seine Leistungen verliehen.

## Vorgeschichte
Antiochos bestieg den Thron nach der Ermordung seines Bruders Seleukos III. im Jahr 223 v. Chr. während eines Feldzuges in Kleinasien gegen Attalos I. von Pergamon. Seleukos hatte gerade einmal knapp drei Jahre das Seleukidenreich regiert, das eine lange Phase des Machtverlusts hinter sich hatte. Einen vorläufigen Höhepunkt markierte der Kollaps, der infolge des Dritten Syrischen Krieges (246–241 v. Chr.) und der anschließenden Wirren eintrat. In diesem Krieg versuchte der Ptolemäer Ptolemaios III. einen eigenen Thronprätendenten gegen Seleukos II., den Vater des Seleukos III. und Antiochos III., durchzusetzen. Hieraus erwuchs eine Reihe von schweren Hypotheken, die das Seleukidenreich nachhaltig schwächten. Infolge des Krieges wurden sowohl Syrien als auch große Teile von Babylonien von den Ptolemäern zeitweilig erobert. Zwar konnte Ptolemaios III. nicht, wie erhofft, seinen eigenen Kandidaten, der zuvor ermordet worden war, auf dem seleukidischen Thron installieren, aber dafür die wichtigsten Küstenstädte in Kleinasien und der Levante sichern.
Seleukos II. konnte später die ökonomisch wichtigen Gebiete in Syrien und Mesopotamien wieder unter seine Herrschaft bringen, musste aber mit den weitreichenden Verheerungen in seinem Reich zurechtkommen. Zusätzlich hatte sich sein Bruder Antiochos Hierax in Kleinasien gegen ihn erhoben und die Gebiete westlich des Taurosgebirges unter seine Kontrolle bringen können. Mit Unterstützung der lokalen Könige in Pontos und Bithynien sowie mithilfe galatischer Söldner konnte sich Antiochos Hierax in Kleinasien halten. Zusätzlich erhielt er finanzielle Unterstützer durch die Ptolemäer, die an einer langfristigen Schwächung des Seleukidenreiches interessiert waren. Somit sah sich Seleukos II. mit einer permanenten Bedrohung seiner Reichzentralen in Syrien und Babylonien durch seinen Bruder konfrontiert, was seinen politischen und militärischen Handlungsspielraum massiv einschränkte. Erst als Attalos I. von Pergamon zugunsten einer eigenen Expansion gegen Antiochos Hierax vorging, konnte Seleukos II. wieder in Kleinasien Fuß fassen. Diese Restaurationspolitik wurde nach Seleukos’ Tod von seinem Sohn Seleukos III. bis zu dessen Tod fortgeführt.
Zahlreiche Satrapien, die sich in der Peripherie des Reiches befanden, wie Parthien, Baktrien, Atropatene oder Armenien waren bereits schleichend abgefallen, ohne dass die seleukidischen Herrscher etwas dagegen zu unternehmen vermochten. Die Satrapien östlich des Zagros-Gebirges (meist unter der Bezeichnung Obere Satrapien zusammengefasst) umfassten ein riesiges und kulturell bzw. ethnisch sehr heterogenes Gebiet, dessen effektive Kontrolle sich für die seleukidischen Könige als äußerst schwer erwies. Die lokalen Machthaber und Satrapen waren meist weit von den seleukidischen, königlichen Zentren in Mesopotamien und Syrien entfernt und bekamen daher eine größere Autonomie zuerkannt. Allerdings variierte der Grad der Autonomie der Satrapien je nach geographischer Nähe zum Reichszentrum. Die westlichen Satrapien wie Medien, Susiana oder die Persis waren traditionell enger an den seleukidischen König gebunden. Sie bildeten einen Sicherheitsgürtel und Puffer rund um das ökonomisch wichtige Mesopotamien. Die östlichen Satrapien wie Baktrien und Parthien indes unterstanden meist nur formell den seleukidischen Königen und mussten unter Umständen militärische Hilfsleistungen erbringen. Als jedoch die seleukidische Macht infolge des Vierten Syrischen Krieges zu wanken begann, lösten sich der Satrap in Baktrien und der Satrap in Parthien in den 240er Jahren v. Chr. und ließen sich zu Königen (als Zeichen der Ablegung der seleukidischen Hoheit) proklamieren.
Allerdings konnte Antiochos III. bei Beginn seiner Regierung auf die ersten Erfolge seiner Vorgänger bauen, die mit ihrer Restaurationspolitik durchaus Erfolg gehabt hatten. Die ökonomisch, militärisch und politisch wichtigsten Zentren in Syrien und Babylonien konnten beinahe vollständig zurückerobert werden (mit Ausnahme der wichtigen Hafenstadt Seleukeia Pieria, die weiterhin ptolemäisch besetzt blieb). Hierdurch konnte bereits schon Seleukos III. bei seinem Kleinasienfeldzug gegen Attalos I. ein beachtliches militärisches und ökonomisches Potenzial ins Feld führen. Lediglich die Ptolemäer konnten vergleichbare Kräfte aufbieten, die in eine effektive Konkurrenz zu den seleukidischen Ressourcen treten könnten.

## Leben

### Konsolidierung des Reiches (223–213)

#### Umstände der Thronbesteigung
Seleukos III. wurde im Jahr 223 v. Chr. in einem Heerlager in Kleinasien von dem galatischen Söldner Apaturios und einem gewissen Nikanor ermordet. Wer die Hintermänner des Mordes an Seleukos III. waren, konnte nicht geklärt werden, da die Mörder kurze Zeit später hingerichtet und keinerlei Ermittlungen angestellt wurden. John Grainger betont aber, dass sich nicht die Frage stelle, ob jemand aus dem höfischen Umfeld am Mord beteiligt gewesen wäre. Die zentrale Frage sei, wie viele Höflinge Teil des Mordkomplotts waren. Eine Beteiligung des Antiochos III. gilt als unwahrscheinlich, da er sich zum Zeitpunkt der Ermordung seines Bruders in Babylon aufhielt. Wahrscheinlich wohnte er babylonischen, religiösen Riten bei, die traditionell bei ihrer Ausführung eine Teilnahme einer Person aus königlichem Geschlecht erforderten. Außerdem könnte Antiochos absichtlich von Seleukos III. und dessen Gefolge in Babylon kaltgestellt worden sein, um in keiner Konkurrenz zu seinem Bruder stehen zu können. Den weiteren Feldzug gegen Attalos I. übernahm auffällig reibungslos der Vetter des Antiochos III., Achaios, der als lokaler Dynast in Kleinasien wohl eigene, persönliche Ziele im Sinne einer Ausdehnung der eigenen Macht verfolgte. Die königlichen Truppen wurden vom angesehenen General Epigenes zurück nach Syrien geführt. Achaios blieben lokale und eigene Truppenkontingente. Als Antiochos in Antiochia ankam, waren die Karten bereits unter den mächtigsten Akteuren im Reich verteilt. Der Satrap Molon wurde in seiner Position in Medien und den Oberen Satrapien bestätigt und Achaios erhielt die Gebiete östlich des Taurosgebirges in Kleinasien. Politiker und Militärs wie Hermeias oder der genannte Epigenes versuchten, ihren Einfluss auf den noch jungen König Antiochos durchzusetzen. Polybios schreibt hierzu, dass zu diesem Zeitpunkt keiner der politischen Akteure den jungen König ernst nahm und Antiochos als potenziell schwacher König angesehen wurde.

#### Die Revolte des Molon
Bereits um das Jahr 222 erhob sich der Satrap Molon gegen Antiochos’ Herrschaft. Die Gründe für den Aufstand liegen im Dunkeln, da Polybios, die Hauptquelle für diesen Zeitraum, nur vage bleibt. Polybios schreibt, dass Molon und sein Bruder Alexandros (Satrap in der Persis) sich gegen Antiochos’ Minister Hermeias zur Wehr setzten. Dieser würde grausam über den Hof herrschen und eifersüchtig Konkurrenten ermorden oder beseitigen lassen. Der Aufstand des Molon in den Oberen Satrapien, dem Gebiet östlich des Zagros-Gebirges, sollte zunächst von den beiden Generälen Theodotos Hemiolios und Xenon unter Kontrolle gebracht werden, da Antiochos bereits für einen Krieg gegen das ptolemäische Ägypten rüstete. Aber Molon konnte die beiden Generäle durch sein schnelles Vorrücken überrumpeln, so dass sie sich kampflos zurückzogen. Wahrscheinlich hatte Antiochos gehofft, dass die Revolte schnell beendet sein würde und hatte Theodotos Hemiolios und Xenon nur sehr wenige Soldaten mitgegeben. Deshalb wurde ein weiterer General namens Xenoitas mit einigen Truppen entsandt, der aber bei Ktesiphon durch eine List Molons geschlagen wurde und fiel. Anschließend konnte Molon eine der wichtigsten Provinzen des Seleukidenreiches (Mesopotamien) weitgehend erobern, was Antiochos unter anderem in herbe Geldprobleme stürzte. Bei seinen Soldaten brach eine Meuterei aus, die erst beendet werden konnte, nachdem der Minister Hermeias den ausstehenden Sold ausglich. Eine Bedingung des Hermeias für diese Zahlung war, dass Antiochos seinen fähigen und militärisch kompetenten Offizier Epigenes politisch fallen lassen musste, der von seinem Konkurrenten Hermeias anschließend ermordet wurde.
Antiochos zog nun mit einem großen Heer gen Osten gegen Molon. Dieser Übermacht hatte der Aufständische wenig entgegenzusetzen, stellte sich aber zur Entscheidungsschlacht. Als sich die Niederlage abzeichnete, beging Molon Suizid, womit sein Aufstand schnell zusammenbrach. Auch sein Bruder Alexandros beging Selbstmord und Antiochos verteilte die frei gewordenen Satrapien an verdiente Offiziere. Nach der Molonrevolte zog Antiochos noch gegen den König Artabazanes von Media Atropatene, der sich schnell unterwarf. Polybios begründet den Feldzug mit der Hilfe, die Artabazanes an Molon geleistet hätte.

#### Die Revolte des Achaios
Ein Vetter des Königs, Achaios, hatte seit 223 v. Chr. in seiner Funktion als Vizekönig von Kleinasien das westliche Binnenland der Halbinsel von den Attaliden zurückerobern können. Achaios stammte aus einer angesehenen Familie lokaler, hellenischer Dynasten, die als mächtige Großgrundbesitzer die Politik in Kleinasien maßgeblich prägten. Bereits unter Seleukos III. hatte er als lokaler Machthaber dessen Feldzug gegen Attalos I. unterstützt, nicht zuletzt wohl aus opportunistischen Gründen, da er sich einen eigenen Machtzuwachs nach Ende des Krieges erhoffte. An der Ermordung des Seleukos dürfte er wohl auch beteiligt gewesen sein, da er auffällig widerstandslos das Kommando über den Feldzug übernahm. Nach der Ermordung wurde ihm 223 v. Chr. von den Truppen zunächst die Königswürde in Konkurrenz zu Antiochos III. angetragen, die aber von Achaios abgelehnt wurde. Warum der Dynast die Proklamation ablehnte, ist unklar. Es kann aber vermutet werden, dass Achaios keine Konfrontation mit Antiochos III. wagen wollte, solange Attalos noch nicht in einen Frieden gezwungen worden war.
Allerdings bereute Achaios bald seinen Entschluss und ließ sich um das Jahr 220 v. Chr. zum König ausrufen. Polybios begründet diesen Kurswechsel mit einem umlaufenden Gerücht, dass Antiochos im Krieg gegen Artabazanes von Media Atropatene gestorben sei. Achaios habe daraufhin seinen Anspruch auf den Thron geltend gemacht. Die Gelegenheit schien günstig, da Achaios um das Jahr 221 v. Chr. einen Frieden mit Attalos geschlossen und damit den Rücken für ein militärisches Vorgehen im Osten gegen Antiochos frei hatte. Nachdem klar wurde, dass Antiochos III. keineswegs verstorben war, gab es dennoch für Achaios kein Zurück mehr. Aus diesem Grund beabsichtigte er, über das Taurusgebirge nach Syrien zu ziehen. Diesen Schritt wollten seine Soldaten nicht mittragen und meuterten gegen Achaios mit der Begründung, nicht „gegen den angestammten König“ ziehen zu wollen. Grainger steht dieser Begründung des Polybios kritisch gegenüber und führt die Meuterei der Truppen auf deren spezifische ethnische Zusammensetzung und deren Erwartungen an Achaios in seiner Rolle als König zurück. Achaios’ Truppen bestanden zu diesem Zeitpunkt aus lokalen Aufgeboten und eigenen Söldnern. Diese hätten Achaios als König in Kleinasien und Beschützer vor den Galatern, die für ihre Plünderungszüge bekannt waren, gesehen. Bei einem Krieg in Syrien hätte Achaios diese Aufgaben vernachlässigen müssen. Daher weigerten sich die Soldaten, in Syrien zu kämpfen, aber waren bereit, Achaios bei seiner Plünderung von Pisidien in Kleinasien zu unterstützen. Antiochos deutete die Meuterei als Unfähigkeit des Achaios, in Syrien aktiv zu werden. Demnach schloss er eine akute Bedrohung aus Kleinasien aus. Stattdessen konnte Antiochos seine Kräfte gegen Ptolemaios IV. im Vierten Syrischen Krieg konzentrieren.
Achaios indes kämpfte während des Vierten Syrischen Krieges in einer Reihe von Kriegen in Kleinasien. Zunächst gegen die Selger in Pisidien, die erst nach mühevollem Kleinkrieg zur Aufgabe gezwungen werden konnten. Hiernach bekriegte er sich mit König Prusias von Bithynien, mit dem er in direkter Konkurrenz im westlichen Kleinasien stand. Außerdem flammten die Kämpfe mit Attalos I. wieder auf. Somit verlor sich Achaios in Kriegen und Scharmützeln, was seine Vorbereitungen auf die anstehende Konfrontation mit Antiochos III. erschwerte und ihn in Kleinasien politisch isolierte.
Erst nach seiner Niederlage bei Raphia 217 v. Chr. wandte sich Antiochos seinem Vetter militärisch zu. Im Verbund mit Attalos I., der seine verlorenen Gebiete von Achaios zurückverlangte, gelang es Antiochos recht schnell den unterlegenen Achaios in dessen Residenz Sardes einzuschließen und die Stadt zu belagern. Der ptolemäische Minister Sosibios versuchte (wahrscheinlich im Auftrag des Ptolemaios IV.) noch das Blatt zu Achaios’ Gunsten zu wenden, indem militärische Berater und Söldner entsandt wurden. Ein größeres militärisches Eingreifen wurde durch den Waffenstillstand des Friedensvertrages, der nach dem Vierten Syrischen Krieg geschlossen wurde, verhindert. Zuletzt fiel Achaios einem Verrat seiner eigenen Söldner zum Opfer, wurde gefangen genommen und an Antiochos ausgeliefert. Dieser ließ seinen Vetter 213 v. Chr. als Verräter äußerst brutal hinrichten. Daraufhin brach der Widerstand in Sardes zusammen. Der ehemalige Herrschaftsbereich des Achaios wurde einem engen Vertrauten des Königs namens Zeuxis zur Verwaltung übergeben. Dieser hatte sich zuvor bereits während der Revolte des Molon und im Vierten Syrischen Krieg als fähig erweisen können.

### Der Vierte Syrische Krieg (220–217)

#### Die Syrische Frage
Der größte militärische Konflikt der ersten Regierungsphase des Antiochos III. war ohne Zweifel der Krieg gegen das ptolemäische Ägypten. Im Zentrum des Konflikts stand Koilesyrien. Diese antike Landschaft umfasste das Gebiet südlich des Eleutheros-Flusses und umfasste neben Phönizien mit seinem Hinterland auch Judaea und Galiläa. Für gewöhnlich wird die Sinai-Halbinsel als südliche Grenze Koilesyriens verstanden. Ihren besonderen strategischen Wert hatte die Landschaft durch ihre lange Küstenlinie und vielen Hafenstädte, die vor allem für die Kontrolle der Seewege von Ägypten nach Kleinasien und in die Ägais unverzichtbar waren. Antike Schiffe dieser Zeit waren meist Küstenschiffe, die sich nicht auf hohe See wagten, sondern entlang der zahlreichen Küstenstädte eng am Ufer entlangfuhren. Die Kontrolle der Küstenstädte in Koilesyrien war damit gleichbedeutend mit der Kontrolle des gesamten Handels in der Levante. Für ein Reich mit einer starken Marine, wie der des Ptolemäerreiches, war daher auch aus militärischer Perspektive eine Kontrolle der wichtigen Flottenbasen an der Küste von großer Bedeutung. Außerdem bildete Koilesyrien einen fruchtbaren Korridor von Syrien nach Ägypten, das ansonsten weitgehend von Wüste umgeben war. Die Beschaffung von Wasser, Nahrung und Futter für Pferde und Vieh war für die antike Kriegsführung ein zentrales Problem. Über diesen Korridor hätten Truppen leicht ins fruchtbare Ägypten einfallen können. Daher war es ein Kerninteresse der ptolemäischen Politik, dass das fruchtbare Koilesyrien als eine Art „Vorhof“ und Puffer gegen die Seleukiden erhalten blieb. Umgekehrt versuchten die seleukidischen Könige die Ptolemäer von ihren Zentralen in Syrien fernzuhalten. Somit war die Landschaft Koilesyrien eine brisante Region, in der immer wieder Kämpfe und Konflikte ausbrachen.
Bereits unter den Reichsgründern Ptolemaios I. und Seleukos I. war dieser Konflikt aufgetreten. Nach dem Sieg von Ipsos gegen Antigonos Monophthalmos im Jahr 301 v. Chr. hatten die siegreichen Diadochen das alte Reich Alexanders des Großen untereinander aufgeteilt. Ptolemaios war der Schlacht ferngeblieben und hatte nicht wie Seleukos entscheidend an ihrem siegreichen Ausgang teilgehabt. Daher hätten die Ptolemäer (nach Lesart der Seleukiden) auch keinen Anspruch auf die Beute, die unter anderem auch Koilesyrien umfasste. Bei Seleukos’ Rückkehr hatte aber Ptolemaios bereits Fakten geschaffen, als er Koilesyrien zuvor besetzt hatte. Seleukos versuchte nicht seinen (nach seleukidischer Lesart) rechtmäßigen Anspruch durchzusetzen, aber gab diesen Anspruch nie komplett auf. Diese Argumentation entwickelte sich später zur Standardausrüstung seleukidischer Diplomatie, wie es Werner Huß nennt, und die Nachfolger Seleukos’ I. sahen diesen Anspruch auf Koilesyrien als Teil ihres Erbes über das Gesamtreich.
Deutlich wird dieser ererbte Anspruch in den gescheiterten Verhandlungen zwischen Ptolemaios IV. und Antiochos III. im Winter 218 v. Chr., als der Seleukide eben seine ererbte Forderung auf den Anteil an der Kriegsbeute der Schlacht von Ipsos formulierte. Auf der ptolemäischen Seite argumentierte man, dass man zwar nicht an der Schlacht von Ipsos direkt teilgenommen, aber dennoch eigene Schlachten um und in Koilesyrien gegen Antigonos geschlagen habe. Damit habe man ein Anrecht auf die Kriegsbeute ausreichend begründet. Außerdem verwiesen die ptolemäischen Diplomaten auf zuvor geschlossene Vereinbarungen (wie zum Beispiel der Friedensvertrag, der den Dritten Syrischen Krieg beendete), die bereits die Zugehörigkeit Koilesyriens festgelegt hatten.
Ein weiterer Streitpunkt war der Status der Hafenstadt Seleukeia Pieria, die im Dritten Syrischen Krieg von Ptolemaios III. besetzt worden war. Die Stadt wurde vom Reichsgründer als Teil der „Vier Schwestern“, bestehend aus Antiochia am Orontes, Apameia am Orontes, Laodikeia und eben Seleukeia Pieria, gegründet. Unter den Seleukiden war die stark urbanisierte Gegend um die Städte reich und wohlhabend geworden. Als eine der seleukidischen Zentralen spielten die vier Städte eine enorme ökonomische, militärische und politische Rolle im gesamten Seleukidenreich. Bei ihrer Gründung durch Seleukos I. war Seleukeia Pieria der zentrale Hafen Syriens und der Hauptumschlagsplatz für Güter, die im inneren Syrien produziert oder konsumiert wurden. Mit der Besetzung der Stadt kontrollierten daher die Ptolemäer faktisch den Im- und Export von Waren in und von den wichtigen Städten in Syrien. Gleichzeitig war die Stadt sehr stark befestigt und war für die Ptolemäer eine willkommene Basis für jede Art von Operationen gegen die Seleukiden, die den Feind damit in ihrem eigenen Hinterhof hatten. Aus staatsideologischer Perspektive war der Verlust Seleukeias Pieria ebenfalls schwerwiegend, da hier zentrale Heiligtümer für den Staatskult der Seleukiden lagen (zum Beispiel das Grab des Seleukos I., des Antiochos I. oder der Haupttempel für den Staatskult insgesamt). Eine Rückgewinnung von Seleukeia Pieria dürfte damit von Antiochos III. als unbestrittenes und unverhandelbares Kriegsziel verstanden worden sein.

#### Kriegsverlauf
Es gilt in der Forschung als unbestritten, dass Antiochos III. den Krieg begann. Strittig ist zunächst nur der Zeitpunkt des Kriegsbeginns. Polybios datiert den Kriegsbeginn bereits auf das Jahr 222 v. Chr., vor die Revolte des Molon. Polybios schreibt, die Gelegenheit sei günstig gewesen, da der neue ptolemäische König Ptolemaios IV. als schwach und energielos eingeschätzt wurde. Daher sei kaum nennenswerter Widerstand zu erwarten. Namhafte Historiker wie Werner Huß und Frank Walbank widersprechen jedoch dieser Angabe, da im Jahr 222 v. Chr. noch der Vater des Ptolemaios IV., Ptolemaios III., gelebt hatte. Ptolemaios III. sei erst im Herbst 221 v. Chr. gestorben, womit ein Kriegsbeginn frühestens um den Jahreswechsel 221/220 v. Chr. zu datieren wäre.
Die Gelegenheit für einen Angriff auf Koilesyrien war für Antiochos III. durchaus günstig. Das Ptolemäerreich hatte nach dem Tod des Ptolemaios III. mit Konflikten um die Nachfolge zu kämpfen. Sowohl der spätere Ptolemaios IV., als auch sein Bruder Magas standen als Erben zur Verfügung. Laut Polybios konnte Magas auf eine breite Unterstützung aus dem Heer und durch seine Mutter Berenike zählen. Ptolemaios fand Unterstützung in Sosibios und Agathokles, zwei der mächtigsten politischen Akteure im Reich. In einer aufsehenerregenden Aktion ließ Sosibios sowohl Berenike wie auch Magas ermorden. Hinzu kamen weitere Verfolgungen von Parteigängern des toten Magas. Zudem war die Armee in einer schlechten Verfassung, die durch die Verfolgung von magasnahen Offizieren weiter geschwächt wurde. Nach Huß sei ein Krieg zwischen Antiochos III. und Ptolemaios nur eine Frage der Zeit gewesen und Antiochos begann seine Rüstungen bereits kurz nach seiner Thronbesteigung (hieraus ließe sich zum Beispiel begründen, warum Antiochos zunächst nur wenige Truppen gegen Molon entsandte, da er sein Heer für einen Angriff gegen Ptolemaios sammeln wollte).
Um das Jahr 220 v. Chr. begann nun ein erster Vorstoß des Seleukiden nach Koilesyrien, der aber vom ptolemäischen Statthalter vor Ort, Theodotos dem Aitoler, unter hohen seleukidischen Verlusten abgewiesen werden konnte. Dies gelang durch einen Sperrriegel zwischen Libanon- und Antilibanongebirge in der dazwischen liegenden Bekaa-Ebene. Ein Weg über die Küstenstraße war durch viele befestigte Städte versperrt. Der erste Angriff war wohl als handstreichartige Eroberung geplant, scheiterte aber an der guten Vorbereitung des Theodotos. Damit endete der erste Versuch einer Eroberung Koilesyriens in einem Patt. Die Kämpfe ebbten nun ab, unter anderem deshalb, weil Molon beachtliche Erfolge im Osten erzielen konnte. Antiochos musste mit seinem Hauptheer gegen den Rebellen ziehen.
Erst bei seiner Rückkehr 219 v. Chr. und nach Molons Niederlage nahm Antiochos die Kampfhandlungen wieder auf. Antiochos wechselte nun die Strategie und belagerte zunächst Seleukeia Pieria, das kurze Zeit später durch Verrat fiel. Im August 219 v. Chr. bot Theodotos der Aitoler einen Seitenwechsel auf Antiochos’ Seite an. Polybios begründet den Schritt des Aitolers mit der mangelnden Wertschätzung, die dieser für seine Leistungen im Jahr 220 v. Chr. gegen Antiochos erhalten habe. So sei er von Ptolemaios IV. und dessen Gefolgsleuten sogar noch kritisiert und mit dem Tode bedroht worden. Infolge des Überlaufens des Statthalters konnte Antiochos die Abwehrriegel in der Bekaa-Ebene überwinden und in Koilesyrien einrücken. Die ptolemäischen Truppen zogen sich zunächst zurück und überließen Teile Koilesyriens den Seleukiden. Dennoch leisteten viele Städte im nördlichen Palästina zum Teil heftigen Widerstand, so dass Antiochos sich im Jahr 219 v. Chr. ins Winterlager zurückziehen musste, ohne Koilesyrien gesichert zu haben. Aber auch wichtige Erfolge konnten erzielt werden; so fielen die wichtigen Hafenstädte Tyros und Ptolemais, zusammen mit 40 Schiffen. Im Winter desselben Jahres schickte Sosibios erste Gesandtschaften zu Antiochos, um scheinbar einen Frieden auszuhandeln. Polybios betont, dass die Verhandlungen nie ernst gemeint waren, sondern einzig der Gewinnung von Zeit dienen sollten, um die Rüstungen für eine ptolemäische Armee voranzutreiben. Für diese neue Armee wurden komplett neue Verbände aufgestellt und von griechischen und makedonischen Offizieren in hellenistischer Art und Taktik trainiert. Zudem wurden 20.000 Ägypter an den Waffen geschult, was eine besondere Ausnahme war, da für gewöhnlich ethnische Griechen oder Makedonen im ptolemäischen Heer kämpften.
Schließlich scheiterten die Verhandlungen im Jahr 218 v. Chr. vollends an der Forderung der ptolemäischen Unterhändler, dass der Rebell Achaios in Kleinasien in den Frieden miteinbezogen werden sollte. Falls Antiochos dem zugestimmt hätte, dann wäre Achaios als gleichberechtigter Vertragspartner und nicht als Rebell und Verräter anerkannt worden. Dem konnte der Seleukide unter keinen Umständen zustimmen. Antiochos nahm nach dem offenen Scheitern der Verhandlungen im Frühjahr 218 die Kampfhandlungen wieder auf. Er schlug ein Heer unter dem ptolemäischen General Nikolaos, rückte in Koilesyrien vor und eroberte weitere Städte. Dabei zeichnete Antiochos aus, dass er massiv auf ptolemäische Überläufer setzte, denen er reiche Belohnungen und eine weitere Karriere in seinen eigenen Reihen ermöglichte. So erhielt Theodotos der Aitoler weitere Kommanden in der Schlacht bei Raphia und bei der Belagerung von Rhabatamana. Hierdurch konnte er unnötige Kampfhandlungen vermeiden und seine eigenen Truppen schonen. Bei diesen Kriegszügen konnte Antiochos seine militärischen Fähigkeiten weiter verbessern und zeigte eine besondere Begabung im Führen und Kommandieren von Truppen. Unterstützt wurde Antiochos von einer ganzen Reihe an fähigen Beratern und Offizieren, die er in einem ständigen Wettbewerb untereinander beließ. Für Antiochos hatte dies den Vorteil, dass die Generäle um seine Gunst kämpften und er selbst als Schiedsrichter und entscheidende Instanz unbestritten blieb. Am Ende des Jahres 218 v. Chr. ging Antiochos in Ptolemais ins Winterlager. Es war zwar noch zu keinem Zusammenstoß mit dem ptolemäischen Hauptheer gekommen, das sich immer noch im Aufbau befand, aber Antiochos konnte wichtige Stellungen und Städte erobern. Allerdings leisteten andere Städte wie Sidon weiterhin Widerstand, so dass von einer vollständigen Eroberung Koilesyriens noch keine Rede sein konnte.
Im Frühjahr des Jahres 217 v. Chr. waren die Vorbereitungen des ptolemäischen Hauptheeres abgeschlossen, das schnell von Memphis über Pelusion nach Norden zog. Antiochos kam Ptolemaios IV. entgegen und die Heere trafen bei Raphia, in der Nähe des heutigen Gaza, aufeinander. In der anschließenden Entscheidungsschlacht von Raphia konnte Ptolemaios IV. Antiochos schlagen. Dieser zog sich zunächst nach Gaza zurück und versuchte seine Truppen zu sammeln. Als dies misslang, zog er sich nach Antiochia zurück und leitete Friedensverhandlungen ein.

#### Der Frieden von 217 v. Chr.
Antiochos hatte in der Schlacht von Raphia schwere Verluste hinnehmen müssen. Gleichzeitig befürchtete der Seleukide, dass Achaios diese Schwächephase ausnutzen könnte, um doch noch in Syrien einzufallen. Zudem drohte eine Plünderung Syriens, was Antiochos ökonomisch langfristig geschadet hätte. Bis dahin hatten die Kämpfe vor allem in Koilesyrien stattgefunden und Antiochos’ eigenes Land war weitgehend verschont geblieben. Die Einleitung von ernsthaften Friedensgesprächen erschien daher dringend ratsam. In den folgenden Friedensverhandlungen, in die Achaios nicht miteinbezogen wurde, musste Antiochos alle Eroberungen in Koilesyrien wieder abtreten. Über den Status von Seleukeia Pieria ist keine explizite Äußerung erhalten, weshalb nicht klar ist, ob Antiochos die Stadt ebenfalls abtreten musste. Die genauen Bestimmungen des Vertrages sind nicht wörtlich überliefert und werden bei Polybios, Iustin und im Raphiadekret paraphrasiert wiedergegeben. Der antike Historiker Iustin meint, dass alle eroberten Städte (inklusive Seleukeia Pieria) wieder zurückgegeben werden mussten und Werner Huß geht ebenfalls von diesem Fall aus. Neuere Veröffentlichungen von John Grainger und Stefan Pfeiffer sehen jedoch Hinweise darauf, dass Ptolemaios IV. Zugeständnisse machen musste und Seleukeia Pieria seleukidisch blieb. Keine 15 Jahre später fiel Seleukeia Pieria mit Sicherheit wieder an die Seleukiden, da Antiochos III. im Fünften Syrischen Krieg (202–195 v. Chr.) einen vollständigen Sieg gegen den Sohn Ptolemaios’ IV., Ptolemaios V., erreichen konnte.
Polybios kritisierte Ptolemaios IV. für sein schnelles Einlenken bei den Verhandlungen mit Antiochos III. und meint, dass Ptolemaios weitere Zugeständnisse hätte fordern können. Den Grund für die schwache Verhandlungsführung der Ptolemäer sieht Polybios im verdorbenen Charakter des Königs, der die Mühen eines fortgesetzten Krieges zugunsten seiner Feste in Alexandria aufgab. Hier sei aber angemerkt, dass Ptolemaios IV. von einem ganzen Stab an Beratern bei seinen Entscheidungen unterstützt wurde und seine Beschlüsse oftmals nach diesen ausrichtete. Zu nennen sind zum Beispiel Agathokles und Sosibios, die Werner Huß als erfolgreich und fähig einschätzt. Dass allein Ptolemaios’ verdorbener Charakter für den milden Frieden verantwortlich sein sollte, erscheint daher als sehr einseitige Erklärung. Stattdessen werden in der Forschung ein Bündel mehrerer Faktoren genannt, die zum schnellen Friedensschluss beigetragen haben könnten. So dürften vor allem innere Probleme den Friedensschluss von ptolemäischer Seite beschleunigt haben. Zum Beispiel könnten ökonomische Probleme den Krieg verkürzt haben, da die umfassenden Rüstungen vor der Schlacht von Raphia sehr kostspielig gewesen waren. Nach Huß seien die sozialen Spannungen, die unter anderem durch Steuererhöhungen verursacht wurden, eine der Ursachen für die Aufstände in Ägypten, die am Ende der Regierung des Ptolemaios IV. ausbrachen. Damit wären die Aufstände eine direkte Folge der ökonomische Belastungen im Krieg. Zudem darf nicht vergessen werden, dass Ptolemaios IV. bereits vor dem Krieg alles andere als sicher auf seinem Thron saß. Eine Weiterführung des Krieges hätte nicht zu einer Stabilisierung der innenpolitischen Lage beigetragen, sondern die Legitimationsprobleme des Königs eventuell noch verschärft. Aus diesen Gründen war ein langwieriger Abnutzungskrieg wohl nicht im Interesse des Ptolemäers. Antiochos befand sich auf der anderen Seite in einer hervorragenden Verteidigungsposition, da Syrien über eine ganze Reihe stark befestigter Städte verfügte. Somit schien eine Weiterführung eines Krieges für Ptolemaios IV. und seine Berater unrentabel und dem Aufwand nicht angemessen.
Die Niederlage im Vierten Syrischen Krieg markierte den ersten, herben Rückschlag für die Außenpolitik Antiochos’ III. Er konnte Koilesyrien nicht erobern und der Status Seleukeias Pieria ist in der heutigen Forschung umstritten. Aber anders als Ptolemaios IV. suchte sich Antiochos neue außenpolitische Ziele, die im Wesentlichen auf eine Restaurationspolitik des alten Reiches in den Grenzen zur Zeit Seleukos’ I. zielte. Hierbei nutzte ihm der Frieden mit den Ptolemäern insoweit, dass ein weiterer Krieg zu Lebzeiten beider Monarchen nicht zu befürchten war. Erst wenn einer der beiden Monarchen versterben würde, dann wären weitere Kriegshandlungen möglich (Verträge zwischen hellenistischen Monarchen wurden meist auf Lebenszeit der beiden Parteien geschlossen). Damit hatte Antiochos den Rücken frei, um eigene militärische Ambitionen zu verfolgen und musste sich keine Sorgen um eine direkte ptolemäische Intervention machen.
Der große Verlierer des Friedens von 217 v. Chr. war mit Sicherheit Achaios. Er war in die Friedensordnung nicht einbezogen worden und die ptolemäische Hilfe würde in Zukunft nur auf Geldzahlungen und kleinere Hilfsleistungen begrenzt bleiben. Damit war der Rebell Achaios von seinen ptolemäischen Verbündeten faktisch fallengelassen worden. Zudem waren nur noch wenige seleukidische Truppen an der Grenze zum Ptolemäerreich gebunden, so dass Antiochos III. seine Truppen stärker im Kampf gegen Achaios einbringen konnte. In dieser Isolation gefangen, dauerte es nicht lange, ehe Achaios sein Ende gegen den seleukidischen König fand, der ihm an Ressourcen weit überlegen war.

### Anabasis (212–205)

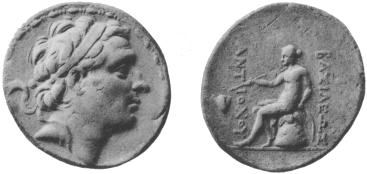
Silbermünze von Antiochos III. dem Großen (Die Rückseite zeigt den Gott Apollon)

Nach der Niederschlagung des Aufstands des Achaios im Jahr 213 v. Chr. bereitete sich Antiochos auf seinen nächsten großen Feldzug vor: seinen Zug in den Osten, die so genannte Anabasis. Die Gelegenheit für eine mehrjährige Expedition in den Osten war sehr günstig. Im Westen hatte man Kleinasien nach der Niederlage des Achaios unter Kontrolle bringen können und die Ptolemäer waren durch einen Friedensvertrag zum Stillhalten verpflichtet. Antiochos konnte außerdem noch auf Hilfe und Unterstützung aus den östlichen Satrapien zählen, die sich einige Jahre zuvor noch unter Molon gegen ihn erhoben hatten. Nach Antiochos’ Sieg über Molon hatte er die Satrapien mit treuen Gefolgsleuten besetzt. Welche konkreten Ziele Antiochos mit seinem Zug verfolgte, geht nicht aus den Quellen hervor. Die Hauptquelle zu Antiochos III., Polybios, ist über den Zeitraum der Anabasis nur in Fragmenten überliefert. Weitere potenziell relevante Autoren wie Pompeius Trogus und Diodor sind ebenfalls sehr bruchstückhaft erhalten. Lediglich Iustin kann diese dürftige Quellenlage ergänzen, aber nur im begrenzten Umfang. Daneben sieht sich die moderne Forschung mit dem Problem konfrontiert, dass bisweilen keine Informationen über die Herrschaftsverhältnisse im Osten vorliegen. Auch die Ausdehnung der dortigen Königreiche und Satrapien (siehe Karten) beruhen lediglich auf Schätzungen.
John Grainger sieht als mögliches mittelfristiges Ziel eine Restauration der seleukidischen Macht in den Oberen Satrapien. Bereits Seleukos II. habe Kriegszüge in den Osten unternommen, um die seleukidischen Ansprüche einer Oberhoheit über die Satrapen im Osten durchzusetzen, war aber gescheitert. Der Illusion einer Kontrolle im Sinne einer direkten Herrschaft der weiten Gebiete im Osten dürfte Antiochos sich nicht hingegeben haben. Stattdessen verfolgte er die Strategie, die abgefallenen Satrapen und Könige wieder enger an sich zu binden. Demnach war das Ziel die Erschaffung einer Reihe von abhängigen und weitgehend autonomen Vasallen, die den seleukidischen Herrscher als ihren übergeordneten König akzeptierten. Anders wäre eine Kontrolle der riesigen Gebiete im Osten schlicht nicht möglich.
Doch zunächst marschierte Antiochos in das von König Xerxes regierte Armenien ein. Die Beziehungen zwischen beiden Staaten werden in den Quellen kaum erwähnt, aber die armenischen Herrscher leisteten laut Polybios Tribute an die Seleukiden, die von Xerxes’ Vater Abdissares eingestellt wurden. Xerxes’ Großvater, Arsames, soll Antiochos Hierax bei seinem Einfall in Babylonien unterstützt haben. Neben der formellen Unterwerfung eines abtrünnig gewordenen Tributsstaates dürften daher auch sicherheitspolitische Interessen eine Rolle bei Antiochos’ Zug gegen Xerxes gespielt haben. Der armenische König musste sich Antiochos formell unterwerfen und Tribute entrichten, durfte aber weiterhin seine Herrschaft ausüben. Zugleich wurde eine Hochzeit zwischen Xerxes und einer Schwester des Antiochos vereinbart, um das neue Bündnis zu bekräftigen.
Nach längerer Vorbereitung begann Antiochos seine Anabasis, indem er seine Basen in Mesopotamien Richtung Medien verließ. Der Zug durch dieses Gebiet, das von dem treuen Satrapen Diogenes beherrscht wurde, liegt aufgrund der schlechten Quellenlage komplett im Dunkeln. Weder die Route, noch die Anzahl der seleukidischen Truppen ist bekannt. John Grainger schätzt die Größe der Expedition auf etwa 35.000 Mann. Im Vergleich zum seleukidischen Aufgebot in der Schlacht von Raphia (um die 68.000 Mann) mag dieses Kontingent recht niedrig erscheinen, aber die Versorgung dieser Truppen musste in dieser unwegsamen und teilweise wüsten Gegend garantiert werden können. Eine Reduzierung der Truppenanzahl zugunsten einer erhöhten Beweglichkeit dürfte daher das Hauptinteresse des seleukidischen Königs bei seinen Vorbereitungen gewesen sein. Zusätzlich konnte die Expedition durch lokale Hilfstruppen ergänzt werden.
209 v. Chr. unternahm Antiochos einen Kriegszug ins Partherreich. Iustin schreibt hierzu, dass Antiochos mit 100.000 Mann eingefallen sei, was aber angesichts der schwierigen Logistik deutlich übertrieben scheint. Sherwin-White und Kuhrt sehen generell eine Tendenz, die Macht der Parther zu diesem Zeitpunkt zu überschätzen. Vielmehr hätten sich diese Antiochos schnell unterworfen. Deren König Arsakes II. musste die Oberhoheit der Seleukiden anerkennen, durfte dafür aber im Gegenzug sein Reich und den Titel als König behalten. Als folgendes, von den Quellen gesichertes Ziel wurde das Königreich Baktrien unter seinem König Euthydemos I. unterworfen. Euthydemos war als Usurpator um das Jahr 230 v. Chr. an die Macht gekommen. Baktrien war zu dieser Zeit ein reiches, wohlhabendes und bevölkerungsreiches Land, das die Ressourcen für einen längeren Widerstand ökonomisch aufbringen konnte. Welchen Umfang die Kämpfe annahmen, ist aufgrund der schlechten Quellenlage kaum zu bestimmen. Allerdings soll der Widerstand gegen Antiochos sehr heftig gewesen sein. Zum Beispiel büßte Antiochos in einem Gefecht am Fluss Arios sein Pferd und einige seiner Zähne im Kampf gegen die Baktrer ein. Zudem scheint die Hauptstadt Baktriens, Baktra, langwierig belagert worden zu sein. So lobt Polybios die Belagerung der Stadt als militärische Glanzleistung. Um das Jahr 206 v. Chr. schlossen Antiochos und Euthydemos Frieden. Euthydemos musste sich unterwerfen, durfte aber ebenfalls Reich und Titel behalten.
Nach dem Friedensschluss mit Baktriens König Euthydemos I. (206 v. Chr.) zog er nach dem Vorbild des Seleukos nach Indien und schloss dort mit dem Maurya(?)-König Sophagasenus einen Freundschaftsvertrag.

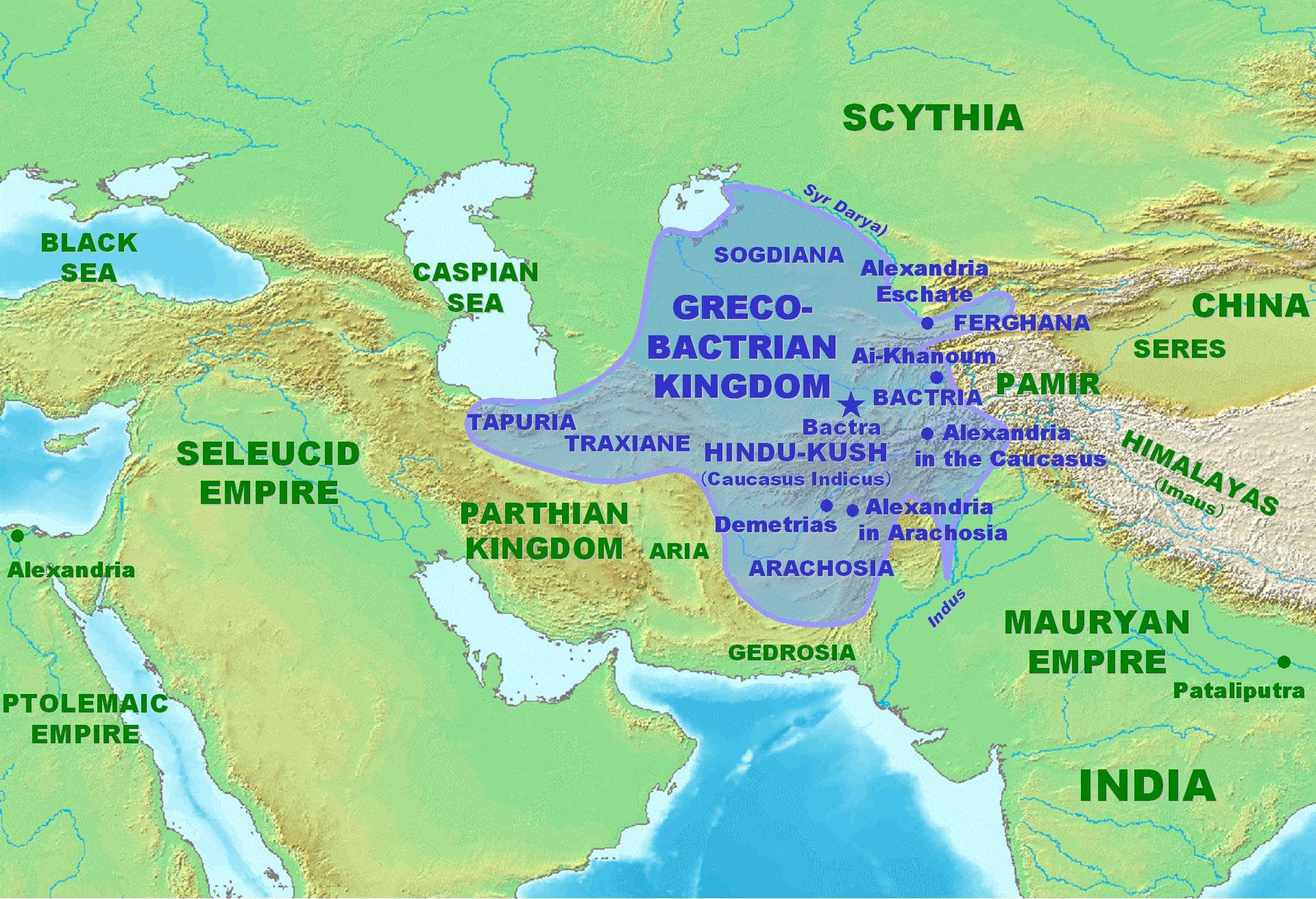
Das Griechisch-Baktrische Königreich unter Euthydemos I. um 180 v. Chr.

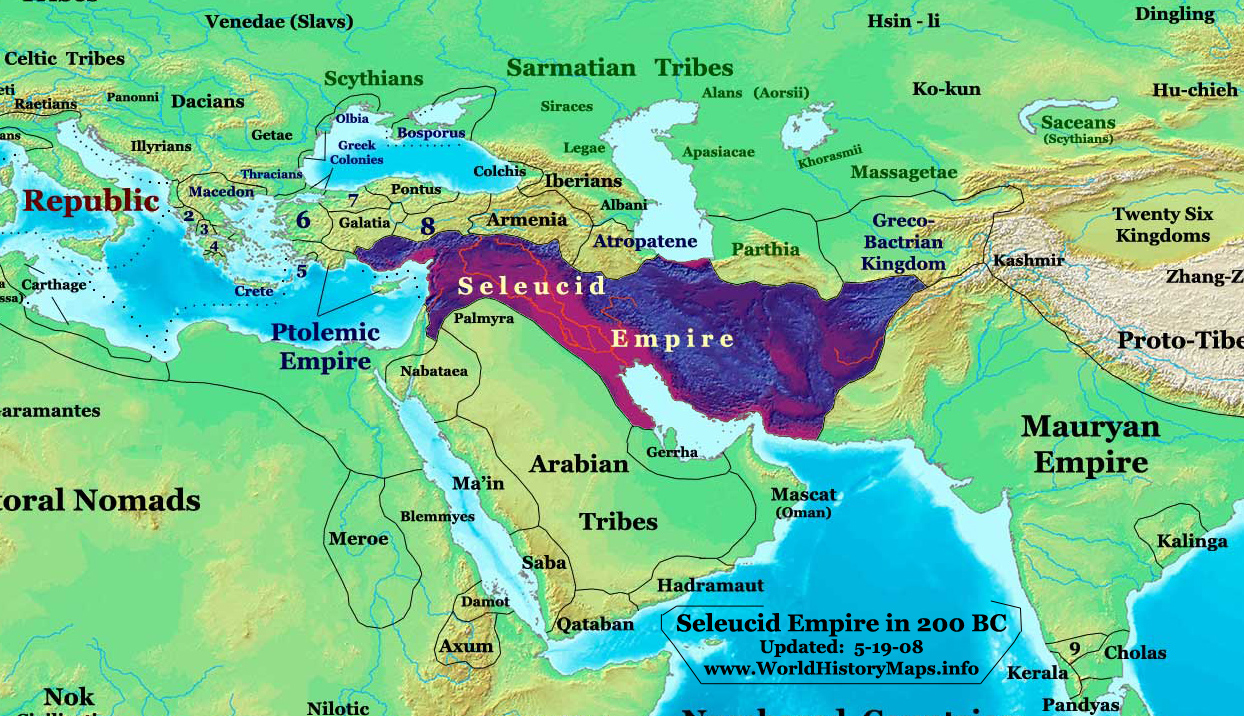
Das Seleukidenreich um 200 v. Chr. (bevor es zur Ausdehnung nach Kleinasien und Griechenland kam).

Diese Kriegszüge hinterließen einen nachhaltigen Eindruck in der griechischen Welt. Die Anabasis des Antiochos wurde propagandistisch in Griechenland höchst erfolgreich ausgenutzt. In Anerkennung seiner Leistungen bekam Antiochos den Beinamen „der Große“ verliehen.
In der Forschung ist umstritten, welchen realpolitischen Wert die Anabasis für Antiochos III. und das Seleukidenreich gehabt hatte. Sherwin-White und Kuhrt sehen die Leistungen der Anabasis als durchaus zählbar und bedeutend an, da die unruhigen Satrapien und Königreiche für knapp 25 Jahre befriedet und wieder enger an die Seleukiden gebunden werden konnten. Hatto Schmitt widerspricht der Aussage, dass die Anabasis im Wesentlichen reine Propaganda ohne Gegenwert gewesen sei. Er beurteilt die Erfolge realpolitisch aber als gering und nicht von Dauer. Nach der herben Niederlage im Krieg gegen Rom und nach dem Tod Antiochos’ III. 187 v. Chr. fielen Parthien und Baktrien erneut vom Seleukidenreich ab. Allerdings darf die faktische Bedeutung der Oberen Satrapien für die Macht und den Reichtum im Seleukidenreich nicht überschätzt werden. Schmitt schreibt dazu: „Die iranischen Provinzen waren für den König wenig mehr als Rekrutierungsplätze und Steuerquellen“. Die wichtigsten Zentren für seleukidischen Könige lagen weiterhin in Syrien und Mesopotamien. Der Verlust einiger Vasallen in der Peripherie schmälerte die Möglichkeiten der weiterhin mächtigen Seleukidenkönige nur unwesentlich. Erst nach dem Verlust Mesopotamiens an die Parther 129 v. Chr., endete die Stellung des Seleukidenreiches als Großmacht.

### Kampf um die Vorherrschaft im östlichen Mittelmeer (204–196)
Als 204 v. Chr. mit Ptolemaios V. ein Kind den Thron Ägyptens bestieg, schmiedete Antiochos neue Pläne zur Eroberung Palästinas. Er unternahm einen neuen Angriff und errang 198 v. Chr. bei Paneas an den Quellen des Jordan einen entscheidenden Sieg, der die Herrschaft der Ptolemäer über Palästina beendete (siehe dazu: Fünfter Syrischer Krieg).

### Der „Kalte Krieg“ mit Rom (196–192)
Die Seleukiden hatten in Kleinasien nur die binnenländischen Gebiete im Westen der Halbinsel unter ihrer Kontrolle. Die Küstengebiete standen unter Kontrolle Ägyptens, Pergamons und Rhodos’. Seit dem Raubvertrag hatte auch Philipp V. von Makedonien versucht, in Karien und Ionien Fuß zu fassen, doch brach seine Position in Kleinasien während des Zweiten Makedonischen Krieges gegen Rom zusammen. Antiochos zog daher nach seinem Sieg im Fünften Syrischen Krieg ein weiteres Mal nach Kleinasien, um sich die vormaligen Gebiete der Ptolemaier und Antigoniden zu sichern. Dabei kam er größtenteils ohne militärische Operationen aus, da er mit den dort gelegenen griechischen Städten Bündnisse schloss und ihnen ihre Autonomie beließ. Ausgenommen waren davon allerdings Smyrna und Lampsakos, die Rom um Hilfe gegen Antiochos baten. Der Seleukidenkönig mied die beiden Städte zunächst und setzte nach Europa über. In Thrakien baute er die fast völlig verlassene Stadt Lysimacheia wieder auf, welche von den einheimischen Stämmen überrannt worden war.
Die Römer befürchteten zunächst, dass Antiochos Philipp zur Hilfe kommen wollte, konnten diesbezüglich aber zunächst beruhigt sein. Der politische Plan ihres Feldherrn Titus Quinctius Flamininus sah vor, dass es in Zukunft keine Hegemonialmacht mehr in Griechenland geben sollte. Flamininus wollte unbedingt vermeiden, dass der Seleukidenkönig nun an die Stelle des bisherigen Hegemons Philipp treten würde. Daher bemühten sich Rom und Antiochos in mehreren Konferenzen, ihre Interessensphären abzugrenzen, konnten dabei aber keinen Erfolg erzielen. Zunächst hatten beide Großmächte keinen direkten Grund für eine militärische Auseinandersetzung, doch entwickelte sich zwischen ihnen in den Jahren 196 bis 192 ein „kalter Krieg“, währenddessen sie um die Gunst der griechischen Mächte und Städte warben.
Flamininus hatte bei den Isthmischen Spielen 196 die Freiheit aller Griechen verkündet. Damit bedrohte er die politische Stellung Antiochos’, der nach außen selbst als Befreier der griechischen Städte und Wiederhersteller ihrer Autonomie auftrat. Schließlich stellten die Römer ihn vor die Wahl, dass er entweder Thrakien dauerhaft aufzugeben hätte, woraufhin er in Kleinasien freie Hand bekommen würde, oder aber weiterhin dort römischen Einfluss zu dulden hätte. Antiochos ging daraufhin allerdings nicht ein, da er sowohl die Kontrolle über Thrakien als auch Kleinasien wünschte.
Rom war seit den beiden Kriegen gegen Philipp mit den Attaliden von Pergamon verbündet. Seit 197 wurde das kleinasiatische Reich von Eumenes II. regiert, der großes Interesse daran hatte, dass Rom den seleukidischen Einfluss an seinen Grenze zurückdrängen würde. Umgekehrt verbündete sich Antiochos mit dem Aitolischen Bund, welcher der neuen römischen Ordnung in Griechenland feindselig gegenüberstand. Zwar hatten die Aitoler gemeinsam mit Rom gegen Philipp gekämpft, doch waren ihre territorialen Gewinne kleiner als erhofft ausgefallen, da Flamininus ein Gleichgewicht der Kräfte in Griechenland wollte. Die Aitoler konnten allerdings nur mit Hilfe der Seleukiden hoffen, in einem Krieg gegen Rom zu bestehen, weshalb sie Antiochos gegenüber versicherten, dass ganz Griechenland nur darauf warte, dass er zur Befreiung aus Asien herüberkäme.
195 musste der karthagische Feldherr Hannibal seine Heimatstadt verlassen und erhielt am Seleukidenhof Asyl, woraufhin sich das Verhältnis zwischen Rom und Antiochos weiter abkühlte. Bei den Wahlen zum Konsulat 194 wurde Publius Cornelius Scipio Africanus gewählt, der den Karthager im Zweiten Punischen Krieg bezwungen hatte. Antiochos machte allerdings wenig Gebrauch von Hannibal. Dieser bat den Seleukidenkönig um Truppen für einen politischen Umsturz in Karthago. Danach könnte Hannibal eine zweite Invasion Italiens wagen, während Antiochos freie Hand hätte, die Verhältnisse im Ägäisraum zu seinen Gunsten zu verändern. Der Seleukide lehnte diesen Plan allerdings ab, da ihm selbst dabei nur eine Nebenrolle zugefallen wäre, was mit seinem Herrscherbild nicht vereinbar war.
Die Aitoler versuchten im Frühjahr 192 einen Krieg in Griechenland zu provozieren, indem sie Revolten in den bedeutenden Städten Demetrias, Chalkis und Sparta anführten. Sie hatten dabei nur in Demetrias Erfolg, wo eine antirömische Regierung eingesetzt werden konnte. Die Römer gaben daraufhin zu erkennen, dass sie den Abfall der Stadt nicht hinnehmen würden. Antiochos entschied sich schließlich, die aitolische Einladung zur „Befreiung“ Griechenlands anzunehmen, um keine weitere Stärkung der prorömischen Kräfte zuzulassen. Der König war militärisch unzureichend gerüstet, doch wagte er im Herbst dennoch mit 10.000 Mann eine Invasion und landete bei Demetrias. Damit begann der Syrisch-Römische Krieg.

### Der Syrisch-Römische Krieg (192–188)
Seleukiden und Aitoler versuchten, größere Teile Griechenlands unter ihre Kontrolle zu bringen, bevor der römische Gegenschlag erfolgen würde. Bis zum Frühjahr 191 konnte sich Antiochos in Chalkis, Boiotien, Elis, sowie Teilen Thessaliens und Akarnaniens durchsetzen. Militärische Unterstützung konnte er abgesehen vom Aitolischen Bund nur durch König Amynander von Athamanien erhalten. Während des Winters heiratete Antiochos eine Chalkidierin, um dadurch seine Verbindung zu Griechenland zu verdeutlichen. Philipp von Makedonien entschied sich jedoch gegen Antiochos und für seinen früheren Gegner Rom, da ihm die teilweise Wiederherstellung seiner alten Macht versprochen wurde. Ebenso stellte sich der Achaiische Bund auf die römische Seite.
Die römischen Truppen unter dem Oberbefehl von Manius Acilius Glabrio gingen mit makedonischer Unterstützung gegen Thessalien vor, woraufhin sich Antiochos nach Süden zurückziehen musste und sich in den Thermopylen verschanzte. Glabrio griff mit etwa 25.000 Soldaten die 10.000 seleukidischen und 4.000 aitolischen Krieger an und konnte schließlich in der Zweiten Schlacht bei den Thermopylen den Durchbruch erzwingen. Antiochos versuchte nicht, seine Position in Griechenland zu retten, sondern zog sich nach Kleinasien zurück. Die Aitoler setzten den Krieg mit finanzieller Unterstützung des Seleukidenkönigs allerdings fort.
Der neue Konsul Lucius Cornelius Scipio sollte Antiochos nach Kleinasien nachsetzen, doch musste dafür zunächst die Seeherrschaft errungen werden. Der römische Flottenkommandant Gaius Livius Salinator konnte im Herbst 191 gemeinsam mit der pergamenischen Flotte den seleukidischen Admiral Polyxenidas in der Schlacht von Korykos besiegen. Antiochos gab den Seekrieg allerdings nicht auf und ließ während des Winters neue Schiffe bauen, mit denen Polyxenidas in der Schlacht von Panormos die mit Rom verbündeten Rhodier schlug. Zusätzlich wurde Hannibal beauftragt, eine zweite Flotte in Phönizien zusammenzustellen. Diese unterlag im Sommer 190 einer rhodischen Flotte in der Schlacht von Side. Nachdem Salinators Nachfolger Lucius Aemilius Regillus mit rhodischer Unterstützung auch Polyxenidas’ Flotte in der Schlacht von Myonessos geschlagen hatte, war der Seekrieg zu Gunsten Roms entschieden.
Lucius Scipio, der von seinem Bruder Scipio Africanus begleitet wurde, marschierte durch Makedonien nach Thrakien, besetzte das von den Seleukiden verlassene Lysimacheia und überquerte unangefochten den Hellespont. Ende 190 trafen in der Schlacht bei Magnesia bis zu 100.000 Soldaten beider Seiten aufeinander. Antiochos führte die Kavallerie an und durchbrach die römischen Reihen, konnte aber seiner eigenen Infanterie nicht zur Hilfe kommen. Die gegnerische Kavallerie stand unter dem Befehl des pergamenischen Königs Eumenes, welcher die seleukidische Phalanx seitlich attackierte. Nachdem Antiochos’ Kriegselefanten von der römischen Infanterie zurückgetrieben worden waren, brachen diese in die eigenen Reihen ein, woraufhin Antiochos’ Heer die Flucht antrat.
Der militärischen Entscheidung folgten lange Verhandlungen, die mit dem Frieden von Apameia 188 v. Chr. abgeschlossen wurden. Antiochos verlor alle Länder nördlich und westlich des Tauros, so dass von den kleinasiatischen Besitzungen nur Kilikien in seinem Besitz verblieb. Die abgetretenen Territorien fielen an die römischen Alliierten Pergamon und Rhodos, oder wurden unabhängig, falls sie sich rechtzeitig mit Rom arrangiert hatten. Den Seleukiden wurde jede Außenpolitik in Kleinasien untersagt. Die Flotte wurde auf zehn Schiffe reduziert, welche nicht über Kap Sarpedon hinausfahren durften, während der Besitz von Kriegselefanten ganz verboten wurde.
Darüber hinaus verpflichtete sich Antiochos zur Zahlung schwerer Reparationen. Insgesamt musste das Seleukidenreich 15.000 Talente Silber in zwölf Jahren aufbringen – 50 Prozent mehr als Karthago nach dem Zweiten Punischen Krieg und dies in einem Viertel der Zeit. Antiochos und seine Söhne konnten diese Summe zwar aufbringen, doch mussten sie deshalb hohe Steuern erheben. Antiochos dem Großen wurde dies letztlich zum Verhängnis, als er 187 bei der Plünderung eines Tempels in Elymais erschlagen wurde.

## Politik

### Innenpolitik
Bei der Thronbesteigung des Antiochos III. 223 v. Chr. hatte das Seleukidenreich eine Zeit der Krisen hinter sich. Zu Beginn seiner Herrschaft schien es, als ob der junge Antiochos als schwacher und kontrollierbarer König diese Schwächephase nicht beenden könnte. So hätte Molon bei seiner Erhebung den jungen Seleukiden zunächst nicht ernst genommen und habe deshalb erst seinen Aufstand gewagt. Molons Missachtung der Position des Antiochos zeugte von einem Legitimationsproblem der Seleukiden. Nach verlorenem Krieg gegen die Ptolemäer und dem als schmachvoll empfundenen Frieden, Thronstreitigkeiten zwischen den Brüdern Seleukos II. (Vater des Antiochos III.) und Antiochos Hierax und der Ermordung des Bruders des Antiochos III., Seleukos III., durch Offiziere hatte das Ansehen und die Machtstellung der seleukidischen Zentralmacht stark gelitten. Stattdessen hatten in der Zeit verschiedene Hofparteien rund um bedeutende Höflinge wie Epigenes oder Hermeias enorm an Macht gewonnen, wenn sie sich nicht wie Molon oder Achaios in Aufstand erhoben. Neben einer außenpolitischen Agenda galt es daher auch den Hof unter eine direkte Kontrolle zu bekommen, was Antiochos ausgesprochen schnell gelang. Antiochos verstand es die einzelnen Hofparteien gegeneinander auszuspielen, so dass sie sich gegenseitig eliminierten. So beseitigte die Hermeias-Fraktion im Rahmen einer Intrige Epigenes, der hervorragende Kontakte zum Militär unterhielt. Gleichzeitig förderte Antiochos verdiente und fähige Politiker und Militärs, die allein ihm verpflichtet waren. Bei der Vergabe von Posten, Ehrungen, Schenkungen und Satrapien versuchte Antiochos jene Gefolgsleute zu bedenken, die ihre persönliche Loyalität bewiesen hatten, ohne aber diese Höflinge zu mächtig werden zu lassen. Zum Beispiel brachte es Zeuxis von einem Offizier mittleren Ranges zum Vizekönig von Kleinasien. Zuvor hatte sich Zeuxis zunächst bei der Verteidigung Seleukeias am Tigris gegen Molon verdient gemacht und danach entscheidend bei seleukidischen Gegenoffensive des Königs teilgenommen. Derartige Favoriten bildeten machtpolitische Gegengewichte zu den anderen Fraktionen am Hof, um die Konkurrenz um die königliche Gunst lebendig zu halten. Antiochos auf der anderen Seite blieb als Quelle dieser Gunst als Schiedsrichter und König unangetastet. Antiochos erlernte mit der Zeit die Spielregeln am Hof und nutzte eigene Intrigen, um seine eigene Machtposition zu stärken. Darüber hinaus wusste er diesen internen Wettkampf um seine Gunst zu nutzen. So berichtet Polybios, dass Antiochos die Generäle Nikarchos und Theodotos den Aitoler in eine Art Wettkampf um die besten Leistungen während der Belagerung von Rhabbatamana (218 v. Chr.) setzte. Beide Generäle hätten sich derartig beweisen wollen, dass sie zu militärischen Höchstleistungen aufgelaufen seien.
Nach der Ermordung des mächtigen Ministers Hermeias konnte Antiochos bis zu seinem Tod die Kontrolle über seine Höflinge aufrechterhalten.
Neben eigenen Favoriten baute Antiochos auch auf fremde Berater. Der wohl bekannteste Berater im Römisch-Syrischen Krieg war der Feldherr Hannibal. In den römischen Quellen wie Iustin, die Hannibal als genialen Erzfeind der Römer zeichnen, scheint der Einfluss enorm gewesen zu sein. Wie stark jedoch der Einfluss des Karthagers auf die Entscheidungen des Seleukiden war, ist in der Forschung umstritten.
Antiochos richtete zudem als erster seleukidischer König einen zentralisierten Staatskult rund um seine Person und seine Dynastie ein. Zuvor waren die seleukidischen Könige dezentral in verschiedenen Städten als einzelne Kulte verehrt worden. Antiochos etablierte eine neue, zentrale Religionsdoktrin.

### Außenpolitik
Sowohl Hatto Schmitt als auch John D. Grainger gehen von einer außenpolitischen Agenda aus, wonach Antiochos III. eine Wiederherstellung des alten, seleukidischen Reichs versuchte. Die Grenzen dieses alten Reiches sollte der Herrschaftsbereich des Reichsgründers Seleukos I. Nikator bei dessen Tod im Jahr 281 v. Chr. bilden. Damit reichte das beanspruchte Gebiet von Thrakien im Westen bis an den Indus im Osten. Begründet wurde der Anspruch durch den Begriff des „speergewonnenen Landes“, also der Eroberung kraft des Rechts des Sieges. Seleukos I. habe durch seinen Sieg gegen Antigonos Monophthalmos bei Ipsos im Jahr 301 v. Chr. und in der Schlacht von Kurupedion im Jahr 281 v. Chr. gegen Lysimachos sein Recht einer Herrschaft über diese Gebiete erstritten. Während des Vierten Syrischen Krieges führte Antiochos III. seine Ansprüche auf eine, aus seiner Sicht, „Rückeroberung“ Koilesyriens auf dieser Grundlage ins Feld. Die gleichen Argumente brachte Antiochos bei seinen gescheiterten Verhandlungen mit Rom um die Kontrolle über Thrakien vor. Werner Huß bezeichnet den Verweis auf den Speererwerb des Seleukos I. als „Standardausrüstung“ der seleukidischen Diplomatie, die immer wieder (unter anderem später vom Sohn des Antiochos III., Antiochos IV.) bei Verhandlungen vorgebracht wurde. Selbstverständlich wurden derartige Ansprüche von den Konkurrenten der Seleukiden (zum Beispiel dem ptolemäischen Ägypten, Rom, Pergamon etc.) bestritten und mittels eigener, selektierter Argumente und Herleitungen angefochten. Auf der anderen Seite führte zum Beispiel auch das ptolemäische Ägypten ebenfalls Bestandteile des Speerwerbs als Rechtfertigung eigener Ansprüche in Koilesyrien ins Feld. Sowohl die Ptolemäer, als auch Antiochos und seine Vorgänger oder Nachfolger kümmerten sich wenig um diesen Widerspruch; der eigene speererworbene Anspruch wurde als allein gültig betrachtet.
Es gilt aber zu betonen, dass es sich beim „Speererwerb“ um einen modernen Terminus technicus handelt; der abstrakte Begriff in dieser modernen Form war in hellenistischer Zeit gänzlich unbekannt. Auch ist der „Speererwerb“ nicht als Teil einer Art von Völker- oder Kriegsrecht zu verstehen. Derartige Festlegungen von juristischen Regeln auf staatlicher Ebene oder im Krieg werden in der Forschung als moderne Entwicklung betrachtet. In der Praxis wurde das Argument des „Speererwerbs“ dennoch angeführt, um Terratorialansprüche zu rechtfertigen. Clemens Koehn geht sogar so weit, dass der Speerwerb reine Propaganda gegenüber rivalisierenden Königen und zur Rechtfertigung des eigenen Machtausbaus gewesen sei. Für Antiochos III. bot die Argumentation einen gelungenen Vorwand, um sich nicht als Aggressor, sondern als Wiederhersteller seines Reiches darzustellen. Gerade während der Anabasis in den Oberen Satrapien sollte diese Argumentation hilfreich sein. Zuvor schon hatten die Seleukiden die Oberhoheit über diese Reiche und Satrapien ausgeübt und hatten immer wieder Versuche einer erneuten Unterwerfung der Gebiete unternommen (zuletzt um die Jahre 235–230 v. Chr. unter dem Vater Antiochos’ III., Seleukos II.). Somit war der Zug des Antiochos III. in diesem Sinne nicht neu und die Ansprüche der Seleukiden auf Oberhoheit wurden nicht als gänzlich unbekannt empfunden. Unter anderem aus diesem Umstand heraus lässt sich die oftmals schnelle Unterwerfung der Satrapen und Könige im Osten erklären, die lediglich ihre „alten“ Herren anerkannten. Erleichtert wurde deren Aufgabe dadurch, dass sie weiterhin in ihren Ämtern belassen wurden und sie stellenweise sogar ihre Titel behalten durften. Auf diese Weise sparte Antiochos III. seine Ressourcen für andere Unternehmungen rund um seine Kernregionen in Mesopotamien und Syrien, die für Antiochos eine weitaus höhere Bedeutung hatten, als die weit entfernten Satrapien im Osten.
In seiner Außenpolitik war Antiochos insbesondere zu Beginn seiner Herrschaft sehr aktiv und beinahe ruhelos. Antiochos schlug die Erhebungen des Molon und Achaios mitunter sehr brutal nieder. Für Antiochos waren diese Männer Verräter und verdienten keine andere Strafe. Auf seinen Feldzügen gegen Ptolemaios IV. und während der Anabasis agierte Antiochos meist umsichtig und klug. Seinen Erfolg hatte er nicht zuletzt seinen fähigen Offizieren zu verdanken, die er selbst gefördert hatte. Er versuchte, langwierige Belagerungen oder große Feldschlachten zu verhindern, da dies viel Zeit, Truppen und Ressourcen brauchen würde. Stattdessen setzte er gerne auf Überläufer des Gegners oder Verhandlungen mit der anderen Kriegspartei. Falls sich der Gegner ihm freiwillig anschloss, konnte dieser auf mitunter großzügige Belohnungen hoffen. So konnte der ptolemäische Verräter Theodotos der Aitoler nach seinem Übertritt während des Vierten Syrischen Krieges seine Karriere im seleukidischen Heer ungehindert fortführen. Und während der Anabasis konnten die meisten Satrapen und Könige im Osten bei einer Unterwerfung unter Antiochos ihre Posten und Ämter retten.
In den ersten 20 Jahren seit seiner Thronbesteigung befand er sich (bis auf wenige Unterbrechungen) permanent auf Feld- und Kriegszügen. Vom Zeitgenossen Polybios wurde dieser sehr aktive Regierungsstil sehr positiv bewertet, da Antiochos sein angeschlagenes Reich wieder stärken konnte. Polybios zog gerne den Vergleich zu dem zeitgleich regierenden König in Ägypten, Ptolemaios IV., der angeblich feiernd und faulenzend in seiner Hauptstadt geblieben sei. Dadurch habe das ptolemäische Ägypten Boden gegen das Seleukidische Reich verloren. In der modernen Forschung ist man bemüht, dieses sehr einseitige Bild des Ptolemaios IV. bei Polybios und anderen antiken Autoren wie Strabon oder Iustin differenzierter zu betrachten.
Die griechischen Zeitgenossen bewerteten gerade die erste Phase der Regierung des Antiochos sehr positiv und als erfolgreich. Allerdings habe der Seleukide die genannte Dynamik später verloren. So schreibt Iustin, dass Antiochos später träge und kraftlos geworden sei. Allerdings sind solcherlei moralische Zuschreibungen von antiken Historikern immer kritisch zu betrachten, da außenpolitischer Misserfolg oft mit moralischen Verfehlungen gleichgesetzt und begründet wurde. In Griechenland hatte sich Antiochos grob verschätzt, als er auf eine stärkere lokale Unterstützung setzte. Heftner schreibt, dass Antiochos schlecht auf diesen Krieg vorbereitet gewesen wäre und der Hilferuf der verbündeten Aitoler eine „unwillkommene Überraschung“ gewesen sei. Als die Aitoler 192 v. Chr. einen Krieg mit Rom provozierten, stand zusätzlich nur Athamanien auf Seiten des Seleukiden. Im Römisch-Syrischen Krieg rächte sich die mitunter aggressive Expansionspolitik in Kleinasien und in Europa, da sich griechische und makedonische Akteure, wie Pergamon, Rhodos, der Achäiische Bund und Makedonien, aktiv auf die Seite der Römer stellten. Der schnelle Sieg der Römer im Krieg wäre ohne die griechische und makedonische Unterstützung vor Ort nicht möglich gewesen. Grainger meint, dass besonders Makedoniens Unterstützung für Rom Kriegsentschiedend gewesen war.
Infolgedessen konnten seine Expeditionstruppen bei den Thermopylen vernichtet werden. Beim römischen Zug nach Kleinasien leisteten die schon erwähnten Verbündeten Roms wichtige logistische Hilfe. In der folgenden Entscheidungsschlacht bei Magnesia erlitt Antiochos eine herbe Niederlage. Der sehr fähige und erfahrene Feldherr Antiochos durchbrach die rechte Flanke der Römer. Nur durch den Einsatz des Tribuns Marcus Aemilius konnte die Katastrophe für den römischen Feldherrn Lucius Scipio abgewendet werden. Als Antiochos seine Truppen fliehen sah, ergriff er selbst die Flucht. Diese Niederlage und die anschließenden, harten Friedensbedingungen machten die Erfolge des Seleukiden im Westen zunichte. Die Unterwerfungen während der Anabasis fielen spätestens mit dem Tod des Monarchen 187 v. Chr. vom Seleukidenreich ab. Bis zu seinem Tod sollte Antiochos sich vor allem um die Begleichung der hohen Reparationen aus dem Frieden von Apameia bemühen, konnte aber keine größeren, außenpolitischen Vorhaben mehr verfolgen.
Erst sein Sohn Antiochos IV. sollte wieder größere Feldzüge unternehmen können.

## Der Beiname „der Große“
Der Beiname „der Große“ wurde Antiochos nach Appian für dessen Leistungen während der Anabasis verliehen. Sowohl Kai Brodersen, Sherwin-White/Kuhrt, Strootman und Engels betrachten die Datierung für die Zeit nach der Anabasis als glaubhaft. Die älteste, gesicherte Nennung erfolgte um die Jahre 203/202 v. Chr. in einer Inschrift in der griechischen Stadt Teos. Ob der Beiname auch bei nicht-griechischen Volksgruppen üblich war, ist nicht überliefert. Antiochos benutzte diesen Beinamen nicht selbst, (zum Beispiel im Vorwort von Edikten oder königlichen Briefen). Jedoch schien er die Verwendung des Namens wie in Teos zu tolerieren. Peter Spranger betont, dass hinsichtlich des Beinamens keine Parallelen zu dem makedonischen König Alexander dem Großen gezogen werden dürfen. Die Verwendung des Beinamens „der Große“ für den makedonischen König Alexander III. war um die Jahre 203/202 v. Chr. noch unbekannt. Hellenistisch-griechische Quellen sprechen von Alexander immer nur als „Alexander, dem Makedonen“ oder „Alexander, dem Sohn Philipps“. Damit scheint der Beiname „der Große“ zunächst in alleiniger Anerkennung der persönlichen Leistungen des Antiochos III. verwendet worden zu sein.
Ebenfalls darf „der Große“ nicht mit dem Titel „Großkönig“ verwechselt werden, da „der Große“ nur ein Beiname, kein Titel, war. Dennoch wurde der Titel Großkönig auch im Zusammenhang mit Antiochos III. verwendet. Allerdings darf dies nicht als eine Anknüpfung an die Tradition der persischen Großkönige der Achämeniden verstanden werden. Der Titel des Großkönigs verkörperte in orientalischer Tradition den Anspruch eines universellen, hierarchisch höchsten Königtums. Bereits im Babylonien, also vor dem Perserreich, wurde dieser Titel von den babylonischen Königen geführt. Die hellenistischen Könige im Orient, wie die seleukidischen und ptolemäischen Könige, versuchten an diese alten, lokalen Traditionen anzuknüpfen, um ihre Akzeptanz bei der einheimischen Bevölkerung zu steigern. Deshalb nahmen sie orientalische oder altägyptische Titel wie „Großkönig“ oder „Pharao“ an. So wurde bereits Antiochos I. in einer Inschrift in Mesopotamien als babylonischer Großkönig bezeichnet. Auch Ptolemaios III. wird in der Adulis-Inschrift in Anlehnung an altägyptische Traditionen als Großkönig bezeichnet. Somit fungierte die Verwendung des Titels des Großkönigs in erster Linie als spezieller Code in einer spezifischen Kommunikation zu den indigenen, orientalischen Völkern im Seleukiden- und Ptolemäerreich. Bereits zuvor hatten griechische Könige denselben Titel genutzt, ohne eine direkte Verbindung zum Perserreich aufbauen zu wollen.
Gegenüber der griechischen Bevölkerung in ihren Reichen vermieden die Seleukiden und Ptolemäer die Verwendung der orientalischen Titel, da sich die Griechen nicht mit diesen alten Traditionen identifizieren konnten; gegenüber den Griechen war stattdessen schlicht der Titel des Königs (Βασιλεύς Basileús) üblich.

## Hinterlassenschaft
Seinen Söhnen Seleukos IV. und Antiochos IV. vererbte er ein Reich, das zwar immer noch über gewaltige Ausmaße verfügte, doch stark an die Person des verstorbenen Königs gebunden gewesen war. Als Antiochos III. starb, lösten sich daher viele der östlichen Satrapen und Könige erneut von der seleukidischen Zentralmacht und versuchten, sich unabhängig zu machen. Im ehemaligen Westen des Reiches, in Kleinasien, konnten die Seleukiden nicht mehr Fuß fassen, da der neue Akteur Rom dieses Gebiet früh als eigenen Einflussbereich betrachtete und seleukidische Aktivitäten dort nicht duldete. An die Stelle der Seleukiden als große Hegemonialmacht traten zunächst die nach dem Frieden von Apameia gestärkten Mittelstaaten Pergamon, Bithynien und Pontos, ehe diese Königreiche unter Pompeius in römische Provinzen umgewandelt wurden.
Allerdings konnte sich das Seleukidenreich weiterhin als wichtige Macht im östlichen Mittelmeerraum halten, was nicht zuletzt an der langanhaltenden Schwäche des ptolemäischen Ägyptens lag. Antiochos IV., der Sohn Antiochos’ III., im Sechsten Syrischen Krieg konnte die Ptolemäer nach einem ptolemäischen Angriff schlagen und Teile von Ägypten besetzen. Ziel der Ptolemäer, wie auch der Seleukiden, war nun die vollständige Eroberung bzw. eine erzwungene Union der beiden ehemaligen Großmächte – wobei aber keine der beiden Parteien sich unterordnen wollte. Noch vor Beendigung des Krieges stellte Rom, das zuvor im Dritten Römisch-Makedonischen Krieg gebunden war, ein Ultimatum, dass das Seleukidenreich den Krieg augenblicklich zu beenden habe. Antiochos IV. gab widerstandslos nach und zog sich aus Ägypten zurück. Rom hatte sich damit offen als entscheidende Macht auch im östlichen Mittelmeerraum etablieren können und das Seleukidenreich konnte kaum noch eine eigene und von Rom unabhängige Außenpolitik bestreiten.
Nach dem Rückzug aus Ägypten nutzten die jüdischen Makkabäer um das Jahr 165 v. Chr. die Gelegenheit für einen Aufstand und konnten, nach mühevollem Guerilla-Kampf, erfolgreich in Judaea ihr eigenes Reich aufbauen. Damit ging der südliche Teil Koilesyriens, das von Antiochos im Fünften Syrischen Krieg erobert worden war, für die Seleukiden verloren.
Im Osten stiegen die Parther, zuvor noch Satrapen unter Antiochos III., zur neuen Großmacht auf. Sie lieferten sich immer wieder Kämpfe mit den Seleukiden, ehe unter Mithridates I. Mesopotamien und damit die ökonomisch wichtigste Region für die Seleukiden verloren ging. Antiochos VII. führte zunächst Krieg gegen die Makkabäer, die sich ihm formell als Vasallen unterwarfen, zog dann 131 v. Chr. gegen die Parther, um diese aus Mesopotamien zu vertreiben. Nach anfänglichen Erfolgen scheiterte aber Antiochos VII. bei seinem Versuch einer Restauration der seleukidischen Macht und starb bei diesem Feldzug. Hiernach sank das Seleukidenreich zu einer Regionalmacht in Syrien, Kilikien und Teilen Koilesyriens herab und konnte sich nicht mehr erholen. Im Jahr 63 v. Chr. wurden die Reste des Reiches von Pompeius in die römische Provinz Syria umgewandelt. Damit endete das Seleukidenreich. Dessen Nachfolge trat die neue Großmacht im Osten, das Partherreich, an.
Neben diesen außenpolitischen Faktoren, die den Niedergang des Seleukidenreiches begünstigten, schwächten vor allem Thronstreitigkeiten die Macht der Seleukiden. Immer wieder bekämpften sich die Nachfolger des Antiochos III. gegenseitig. So konnten die Parther erfolgreich das wichtige Mesopotamien erobern, während die Seleukiden unter Demetrios II. mit inneren Problemen und Usurpationen beschäftigt waren. Diese instabile Situation wurde unter anderem von Rom gefördert, das diverse Thronprätendenten und Favoriten bei ihren Erhebungen unterstützte.

### Zu Kleinasien im Hellenismus
- Clemens Koehn: Krieg – Diplomatie – Ideologie. Zur Außenpolitik hellenistischer Mittelstaaten. Franz Steiner, Stuttgart 2007.
- Christian Mileta: Der König und sein Land. Untersuchungen zur Herrschaft der hellenistischen Monarchien über das königliche Gebiet Kleinasiens und zur Bevölkerung. Akademie-Verlag, Berlin 2008, ISBN 978-3-05-004474-3.
- Christian Mileta: Überlegungen zur Herrschaft der Diadochen über die Indigenen Kleinasiens. In: Hans Hauben, Alexander Meeus (Hrsg.): The Age of the Successors and the Creation of the Hellenistic Kingdoms (323–276 B.C.). Peeters, Leuven 2014, S. 414–439.

Der Vierte Syrische Krieg
- Bezalel Bar-Kochva: The Seleucid Army. Organization and Tactics in the Great Campaigns. Cambridge University Press, Cambridge (UK), New York u. a. 1976 (detaillierte militärhistorische Analysen zu den Schlachten des Antiochos III. während der Revolte des Molon, im Syrischen Krieg und gegen Rom).
- John D. Grainger: Great Power Diplomacy in the Hellenistic World. Routledge, London / New York 2017 (Vermerke über die Verhandlungen zwischen Ptolemaios IV. und Antiochos III.).
- John D. Grainger: The Syrian Wars. Brill, Leiden / Boston 2010.
- Werner Huß: Ägypten in hellenistischer Zeit. 332–30 v. Chr. Beck, München 2001 (beinhaltet ausgedehnte Passagen über den Verlauf des Krieges aus der Perspektive Ptolemaios IV.).
- Werner Huß: Untersuchungen zur Außenpolitik Ptolemaios’ IV. Beck, München 1976 (beinhaltet ausgedehnte Passagen zum Aufstand des Achaios und dem Verlauf des Vierten Syrischen Krieges aus der Perspektive Ptolemaios’ IV.).
- Stefan Pfeiffer: Die Ptolemäer. Im Reich der Kleopatra. Kohlhammer, Stuttgart 2017 (beinhaltet einige Passagen über die Regierungszeit Ptolemaios’ IV.).

### Zu der Anabasis und den Oberen Satrapien
- Jeffrey Lerner: The Impact of Seleucid Decline on the Eastern Iranian Plateau. The Foundation of Arsacid Parthia and Graeco-Bactria. Franz Steiner, Stuttgart 1999.
- Paul Kosmin: The Land of the Elephant Kings. Space, Territory, and Ideology in the Seleucid Empire. Harvard University Press, Cambridge (USA)/London 2014.
- Susan Sherwin-White, Amélie Kuhrt: From Samarkhand to Sardis. A new approach to the Seleucid Empire. Duckworth, London 1993.

### Zur Innenpolitik Antiochos’ III.
- Rolf Strootman: Courts and Elites in the Hellenistic Empires. The Near East after the Achaemenids, c. 330 to 30 BCE. Edinburgh University Press, Edinburgh 2014.
- Rolf Strootman: Dynastic Courts of the Hellenistic Empires. In: Hans Beck (Hrsg.): A Companion to Ancient Greek Government. Wiley, Chichester 2013, S. 38–53.
- Rolf Strootman: Hellenistic Court Society: The Seleukid Imperial Court under Antiochos the Great, 223–187 BCE. In: Jeroen Duindam, Tülay Artan, Metin Kunt u. a.: Royal Courts in Dynastic States and Empires. A Global Perspektive. Brill, Leiden/Boston 2011, ISBN 978-90-04-20622-9, S. 63–89.
- Gregor Weber: Interaktion, Repräsentation und Herrschaft. Der Königshof im Hellenismus. In: Aloys Winterling (Hrsg.): Zwischen „Haus“ und „Staat“. Antike Höfe im Vergleich. de Gruyter, München 1997, S. 27–71.

Zum Namen „der Große“
- Michel Austin: The Seleukids and Asia. In: Andrew Erskine (Hrsg.): A Companion to the Hellenistic World. Blackwell, Malden (USA)/Oxford u. a. 2003, S. 121–133.
- David Engels: Benefactors, Kings, Rulers. Studies on the Seleukid Empire between East and West. Peeters, Leuven 2017.
- Peter Spranger: Der Große. Untersuchungen zur Entstehung des historischen Beinamens der Antike. In: Saeculum. Band 9, 1958, S. 22–58.
- Rolf Strootman: The Great Kings of Asia: Imperial Titulature in the Seleukid an Post-Seleukid Middle East. In: Roland Oetjen (Hrsg.): New Perspektives in Seleucid History, Archaeology and Numismatics. Studies in Honor of Getzel M. Cohen. de Gruyter, Berlin / Boston 2020, S. 123–157.